# Amblytelus inornatus
Amblytelus inornatus é uma espécie de inseto coleóptero adéfago pertencente à família dos carabídeos, que inclui, entre seus grupos, os besouros-bombardeiros. Esta espécie, assim como outros representantes de Amblytelus, se encontra classificada dentro da subfamília Psydrinae, sendo um dos principais membros da subtribo Amblytelina, tribo Moriomorphini.
Esta espécie seria descrita primeiramente no ano de 1891, pelo entomólogo australiano Thomas Blackburn, em uma série de artigos notativos sobre coleópteros australianos adicionado de novas descrições dos representantes do gênero com distribuição geográfica no continente australiano.